# George Brosterhous
George Brosterhous, né le 15 mai 1951 est un ancien joueur de basket-ball, américain naturalisé français. Il joue au poste d'intérieur et mesure 2,05 m.

## Clubs
- 1973-1974 :  Olimpia Milan
- 1974-1978 :  Tarare (Nationale 2 et Nationale 1)
- 1978-1983 :  Monaco (Nationale 1)
- 1983-1986 :  CSP Limoges (Nationale 1)
- 1986-1988 :  Nice Olympique (Nationale 2)
- ????-???? :  Golfe-Juan-Vallauris (Nationale 2)

## Palmarès
- Champion de France en 1984 et 1985

## Équipe nationale
- 96 sélections en équipe de France